# Mikalái Dvórnikau
Mikalái Mikaláyevich Dvórnikau o Nikolái Nikoláyevich Dvórnikov (en bielorruso: Мікалай Мікалаевіч Дворнікаў; en ruso: Николай Николаевич Дворников), también conocido bajo los pseudónimos Gerasim, Andrei, Anton, Stanislav Tomashevich, Robert y Petya (7 de diciembre de 1907, Gomel - 16 de febrero de 1938, Extremadura) fue un militante político bielorruso soviético, miembro del Partido Comunista de Bielorrusia Occidental (PCBO) y la Unión Comunista de la Juventud (Komsomol) de Bielorrusia Occidental. Participó en la Guerra Civil Española, donde fue el instructor político del Batallón José Palafox, comandante de la Compañía interbrigadista ucraniana Taras Shevchenko.

## Biografía
Mikalái Dvórnikau nació el 7 de diciembre de 1907 en Gómel en una familia de trabajadores. Desde 1926 trabajó en el drenaje de los humedales, en las obras de construcción del puente sobre el río Sozh y del Palacio Cultural de los ferroviarios. También fue trabajador de la fábrica de maquinaria agrícola "Gomselmash".
Miembro del Komsomol bielorruso desde 1927, miembro del Partido Comunista de toda la Unión (bolchevique) desde 1929. En 1928-1929, fue el secretario de la organización Komsomol de la fábrica "Gomselmash". Desde enero de 1931 fue miembro del Comité Central del Komsomol bielorruso.

### Resistencia clandestina en Bielorrusia Occidental
En 1932, Dvórnikau asistió a la escuela política organizada por el Comité Central del Partido Comunista de Bielorrusia Occidental (PCBO) en Minsk, y luego, desde noviembre de 1932, fue enviado a Bielorrusia Occidental (controlada por la Segunda República Polaca) para la lucha clandestina, nombrado el Secretario del Comité Regional del Komsomol Bielorruso Occidental en Białystok y luego en Brest.
En mayo-julio de 1933 en los bosques cerca de Brest tuvo lugar una conferencia del Comité Regional de Brest del PCBO. Se tomó la decisión de lanzar unas protestas masivas de los campesinos de la región de Brest; además fue aprobada una campaña de acciones masivas de los campesinos. Dvornikau se convirtió en uno de los organizadores del levantamiento campesino los días 3 y 4 de agosto en el distrito de Kobryń, que fue suprimido de una manera brutal y acabó con pacificaciones e arrestos. Dvórnikau lanzó una amplia campaña en apoyo de los comunistas condenados a muerte por su participación en el levantamiento. Como resultado, lograron suavizar el veredicto.
En noviembre de 1933 fue cooptado al Comité Central del PCBO y empezó su militancia en Vilna. Desde octubre de 1935 siguió luchando en Polonia como Primer Secretario del Comité Central de la Komsomol Bielorrusa Occidental.
Organizó un intento de asesinato contra el agente de la inteligencia política polaca Jan Strelchuk, que había sido infiltrado en la red clandestina comunista y había revelado a muchos miembros del PCBO. La acción tuvo lugar el 27 de enero de 1935, cuando Strelchuk había dado testimonio en el juicio contra un grupo de diecisiete revolucionarios en Vilna. Dvornikau fue el respaldo del principal ejecutor Siarhei Prytytski. Después de que la policía hubiese intentado arrestarle, Dvórnikau hirió a un policía y escapó.

### Guerra Civil en España
Desde 1936 hasta 1938, Dvórnikau luchó en los frentes de la Guerra Civil Española en el bando republicano. Bajo el pseudónimo Stanislav Tomashevich, sirvió como instructor político en el Batallón José Palafox, que fue parte de la XIII Brigada Internacional. Desde el fin de 1937 fue el primer comandante de la Compañía interbrigadista ucraniana Taras Shevchenko, dónde sirvieron los comunistas ucranianos y bielorrusos de Polonia y otros países.
Dvornikau cayó en combate en Extremadura el día 16 de febrero de 1938.

## Homenaje

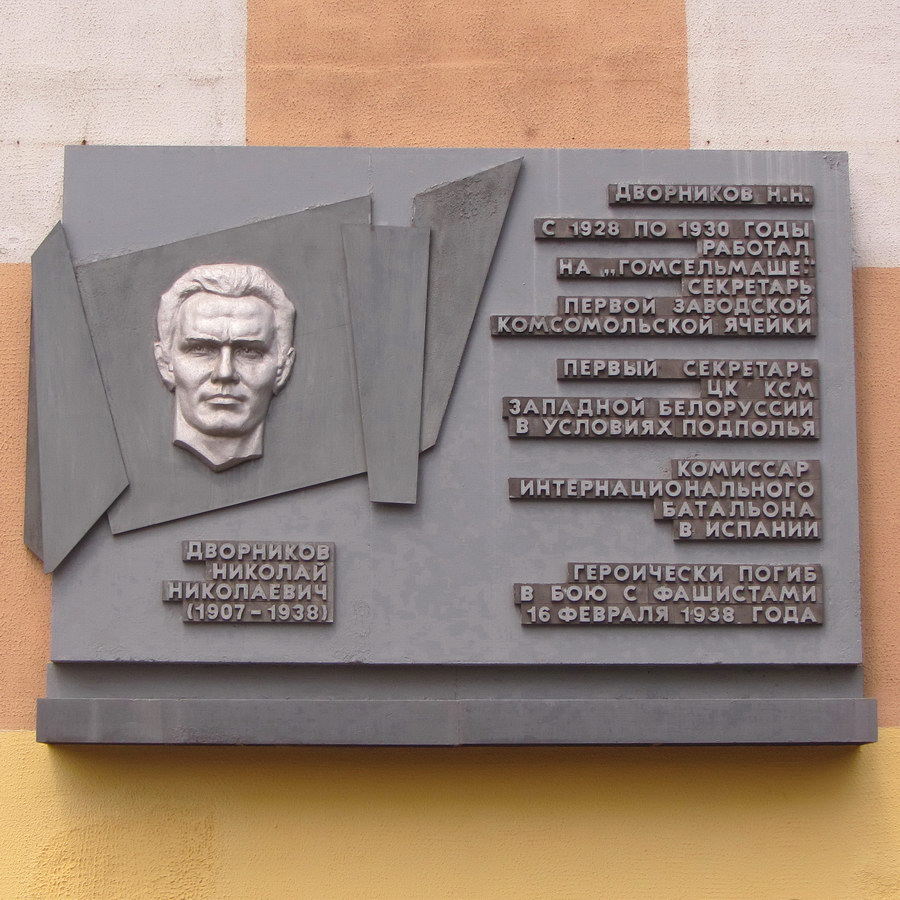
La placa conmemorativa en memoria de Mikalái Dvórnikau en las paredes de la fábrica Gomselmash (Gomel, Bielorrusia). Instalada en 1970.

En 1978 fue perpetuado en el poema "Mikalái Dvórnikau" escrita por su compañero de la lucha clandestina Maksim Tank.
Dos calles en Gomel y Brest llevan el nombre de Mikalái Dvórnikau. En la pared de la fábrica "Gomselmash" hay una placa conmemorativa.